# 羽田八幡宮
羽田八幡宮（はだはちまんぐう）は、愛知県豊橋市にある神社（八幡宮）である。社格は旧郷社。嘉永元年（1848年）には羽田八幡宮文庫が開設された。

## 祭神
- 応神天皇
- 神功皇后

## 歴史
社伝によれば、文武天皇2年（698年）に地域住民により創建されたと伝わる。その後、正応2年（1289年）に神社自体を移転し、正徳2年（1712年）に現在地に社殿を移転したといわれている。
なお、天正の頃に織田信長が出兵の際、太鼓を寄付したとされる太鼓が現存している。また徳川幕府第1代征夷大将軍の徳川家康も参拝したと伝わる。現存する社殿は昭和8年（1933年）に建築された物である。
幕末から明治初期にかけての神職・羽田野敬雄は国学者として知られ、嘉永元年（1848年）に文庫として羽田八幡宮文庫を開設した。

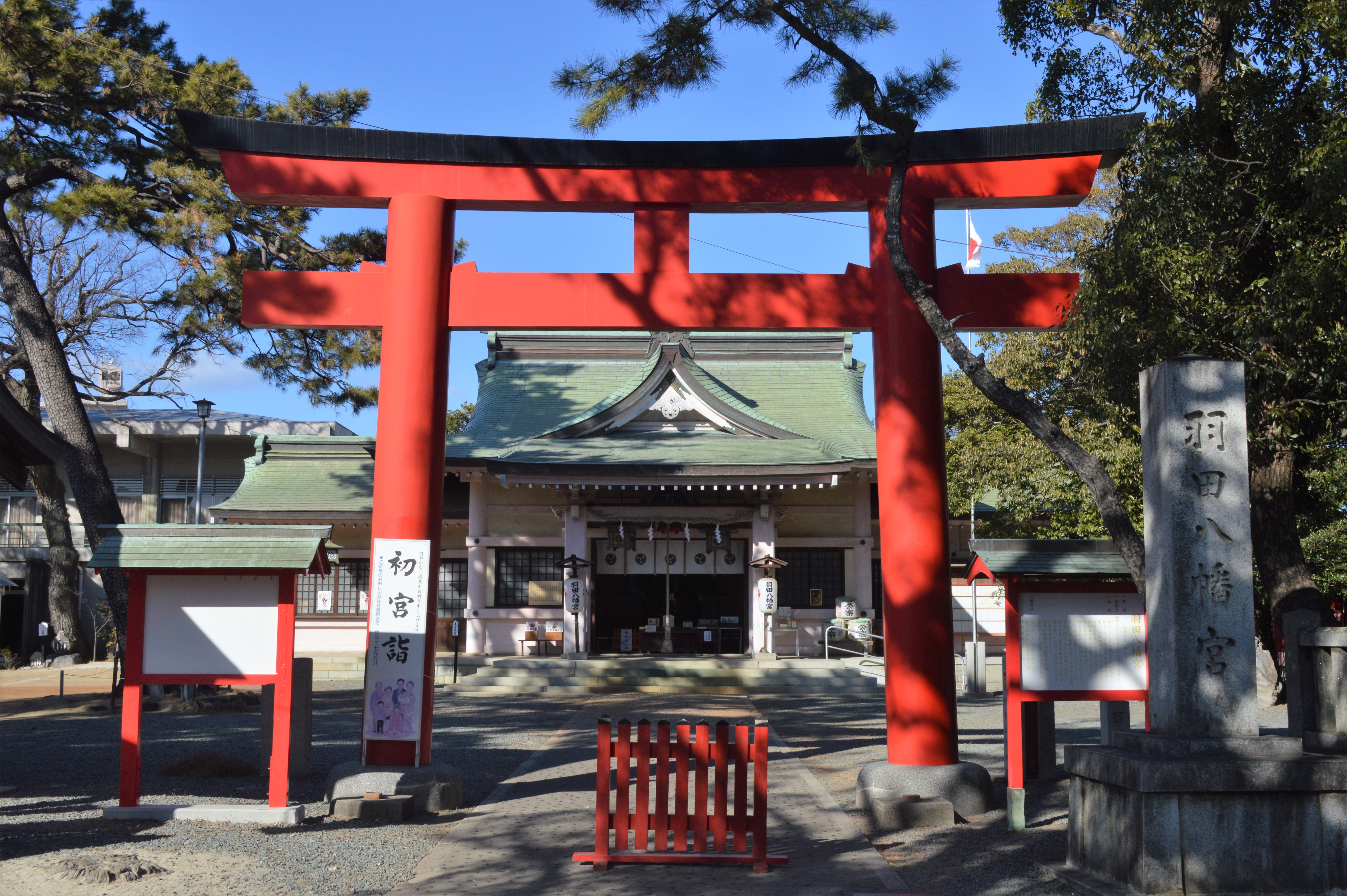
鳥居
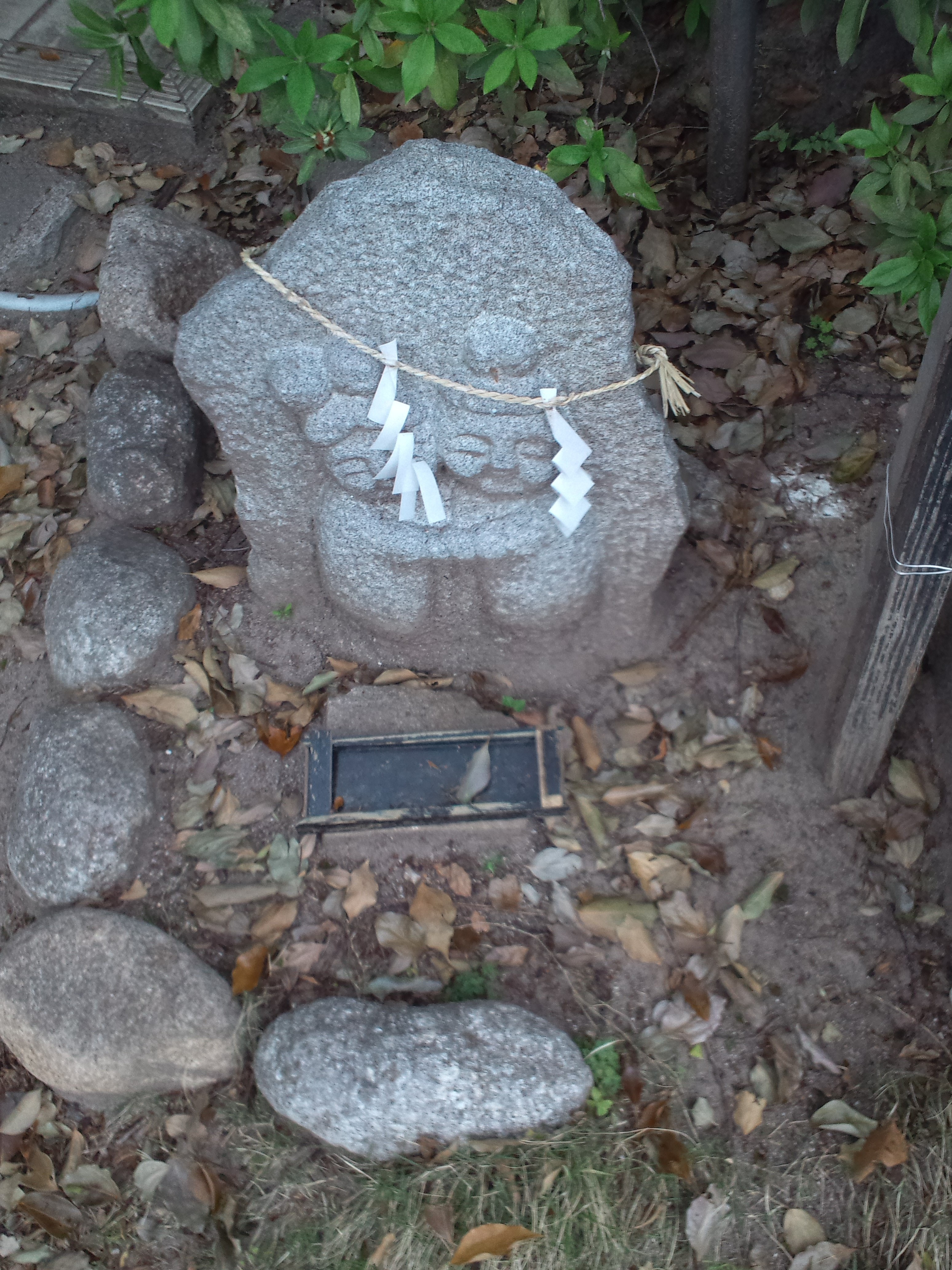
道祖神像
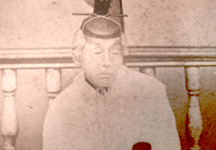
羽田野敬雄

## 文化財
- 国の登録有形文化財
  - 羽田八幡宮社務所離れ（旧羽田野家住宅主屋）[1]
  - 羽田八幡宮蔵（旧羽田八幡宮文庫）[1]
  - 羽田八幡宮門（旧羽田八幡宮文庫正門）[1]

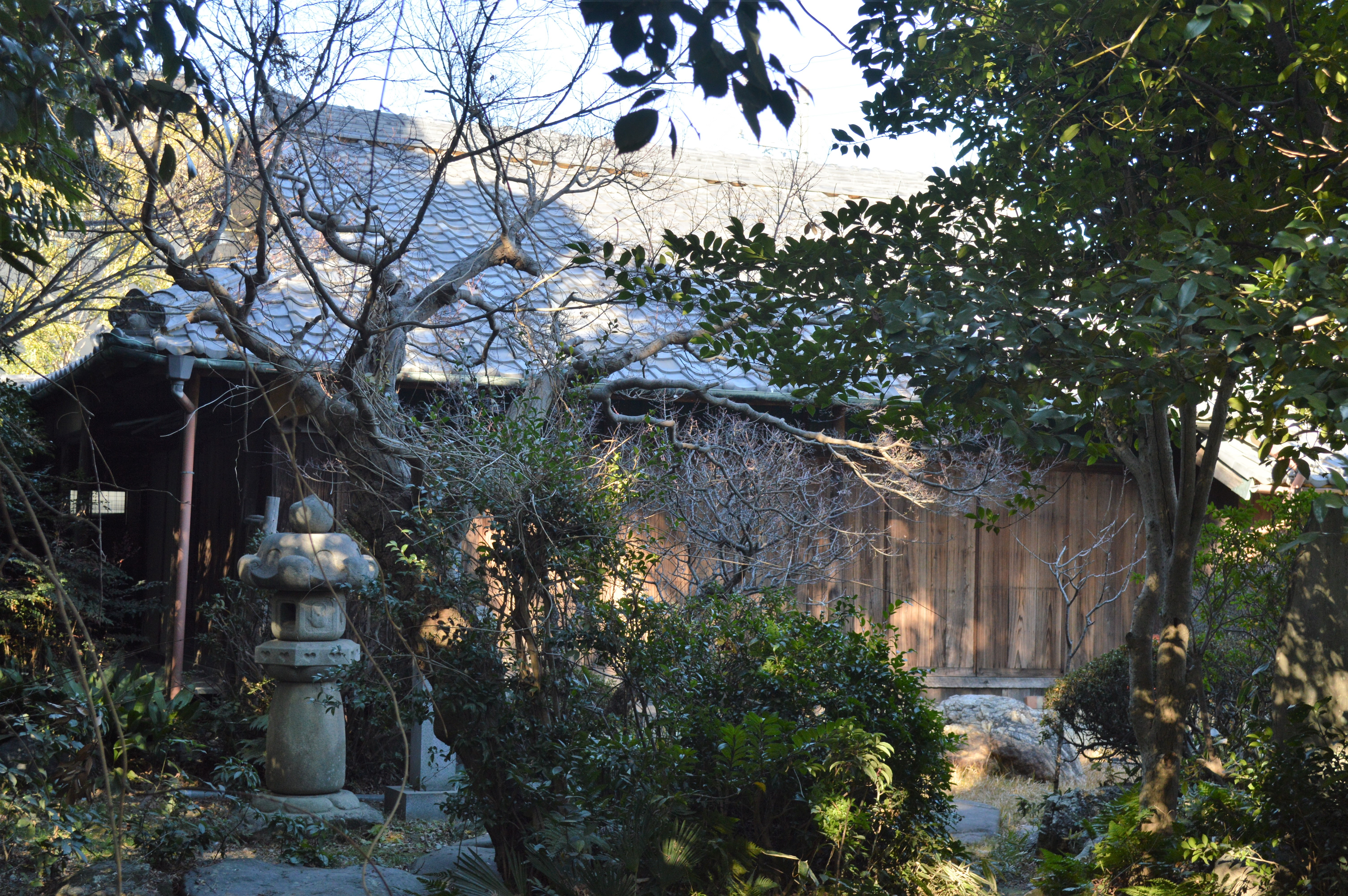
羽田八幡宮社務所離れ（旧羽田野家住宅主屋）
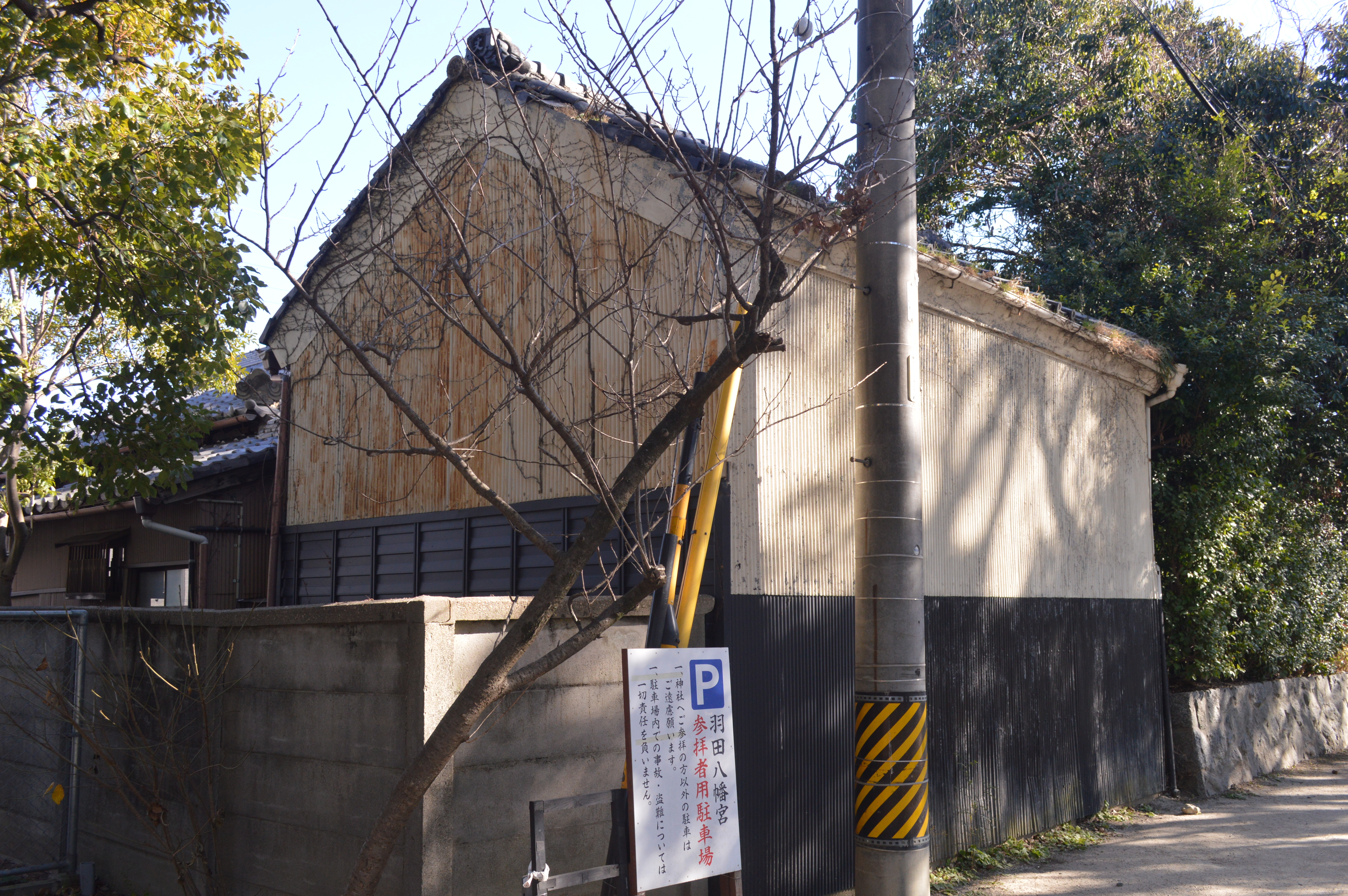
羽田八幡宮蔵（旧羽田八幡宮文庫）
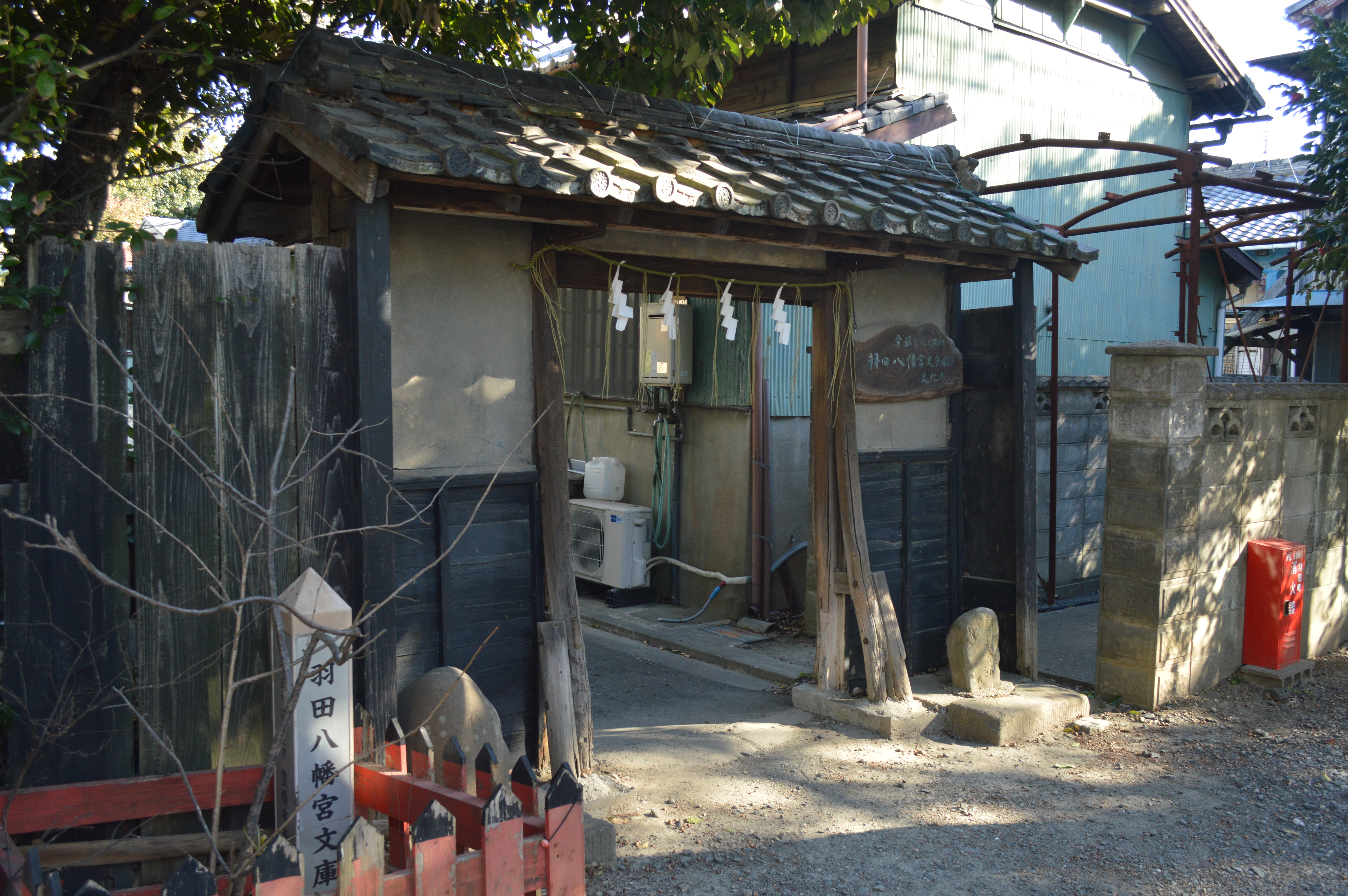
羽田八幡宮門（旧羽田八幡宮文庫正門）

- 愛知県指定有形文化財
  - 羽田八幡宮文庫旧蔵資料

八幡宮所蔵の掛軸・書函・書簡や、豊橋市中央図書館所蔵の旧蔵書など9,200点が一括指定されている。

## 現地情報
所在地
- 愛知県豊橋市花田町斎藤54

アクセス
- JR東海道本線・東海道新幹線豊橋駅から徒歩10分